# عثث شبحية
العثث الشبحية أو عثيات الشبح أو هبياليات أو عثيات خاطفة (اسم علمي:Hepialidae) هي فصيلة من الحشرات تتبع أصنوفة خارجيات المسم من رتبة حرشفيات الأجنحة. تضم 606 نوع ضمن 62 جنس.

## الأجناس
- عث الشبح